# Stefaniola turcistana
Stefaniola turcistana är en tvåvingeart som beskrevs av Möhn 1971. Stefaniola turcistana ingår i släktet Stefaniola och familjen gallmyggor. Inga underarter finns listade i Catalogue of Life.